# 현천초등학교
현천초등학교는 대한민국 강원특별자치도 횡성군 둔내면 현천리에 있었던 공립 초등학교이다.

## 연혁
- 1942년 4월 13일 : 현천국민학교 설립 인가
- 1996년 3월 1일 : 현천초등학교 교명 변경
- 1999년 3월 1일 : 폐교 및 둔내초등학교와 통합

## 폐교 이후
폐교 이후, 현천초등학교 자리에는 현천고등학교가 2015년에 개교하였다.